# Tranquility Base Hotel & Casino (canción)
«Tranquility Base Hotel & Casino» es una canción de la banda de indie rock Arctic Monkeys que fue lanzada el 23 de julio de 2018 como segundo sencillo del álbum del mismo nombre, acompañado de un video musical. El 16 de octubre de 2018, fue anunciada una versión en vinilo que salió el 30 de noviembre de 2018, junto el lado B "Anyways".

## Video musical
El video del sencillo fue lanzado el 23 de julio de 2018 en el canal de Youtube oficial de la banda. Fue dirigido por Ben Chappell y Aaron Brown quien también había dirigido el video del sencillo anterior de la banda Four Out of Five, continuando con las imágenes inspiradas en Stanley Kubrick del videoclip anterior. El video se centra en Alex viviendo en un hotel y casino titular, yendo por los pisos y las instalaciones de ocio. También hace el papel de "Mark" el conserje del hotel, quien contesta y redirige las llamadas. El video fue realizado en el Peppermill Reno en Reno, Nevada, el ciclomotor que aparece en el video es un Honda Elite 80.

## Lista de canciones
Todas las canciones fueron escritas por Alex Turner

Todas las canciones escritas y compuestas por Alex Turner. 
| Vinilo / Descarga digital |                                   |          |  |
| N.º                       | Título                            | Duración |  |
| 1.                        | «Tranquility Base Hotel & Casino» | 3:31     |  |
| 2.                        | «Anyways»                         | 3:41     |  |

## Personal
"Tranquility Base Hotel & Casino"
- Alex Turner – voz, coros, piano, bajo, órgano, Orchestron, clavecín
- Jamie Cook – guitarra
- James Ford – batería, Orchestron, clavecín, sintetizador, programación de sintetizadores

"Anyways"
- Alex Turner – Todos los instrumentos

Portada
- Zackery Michael – fotografía
- Matthew Cooper – diseño